# Kapellan
Kapellan var oprindeligt betegnelsen for en præst, der havde ansvaret for et kapel, men brugtes frem til 1. maj 1981 også som et udtryk for en hjælpepræst, altså en der bistod en sognepræst i hans arbejde.
En personel kapellan var en hjælpepræst som var lønnet af sognepræst selv,i modsætning til en residerende kapellan som var ansat af kirken.